# Marianna Florenzi

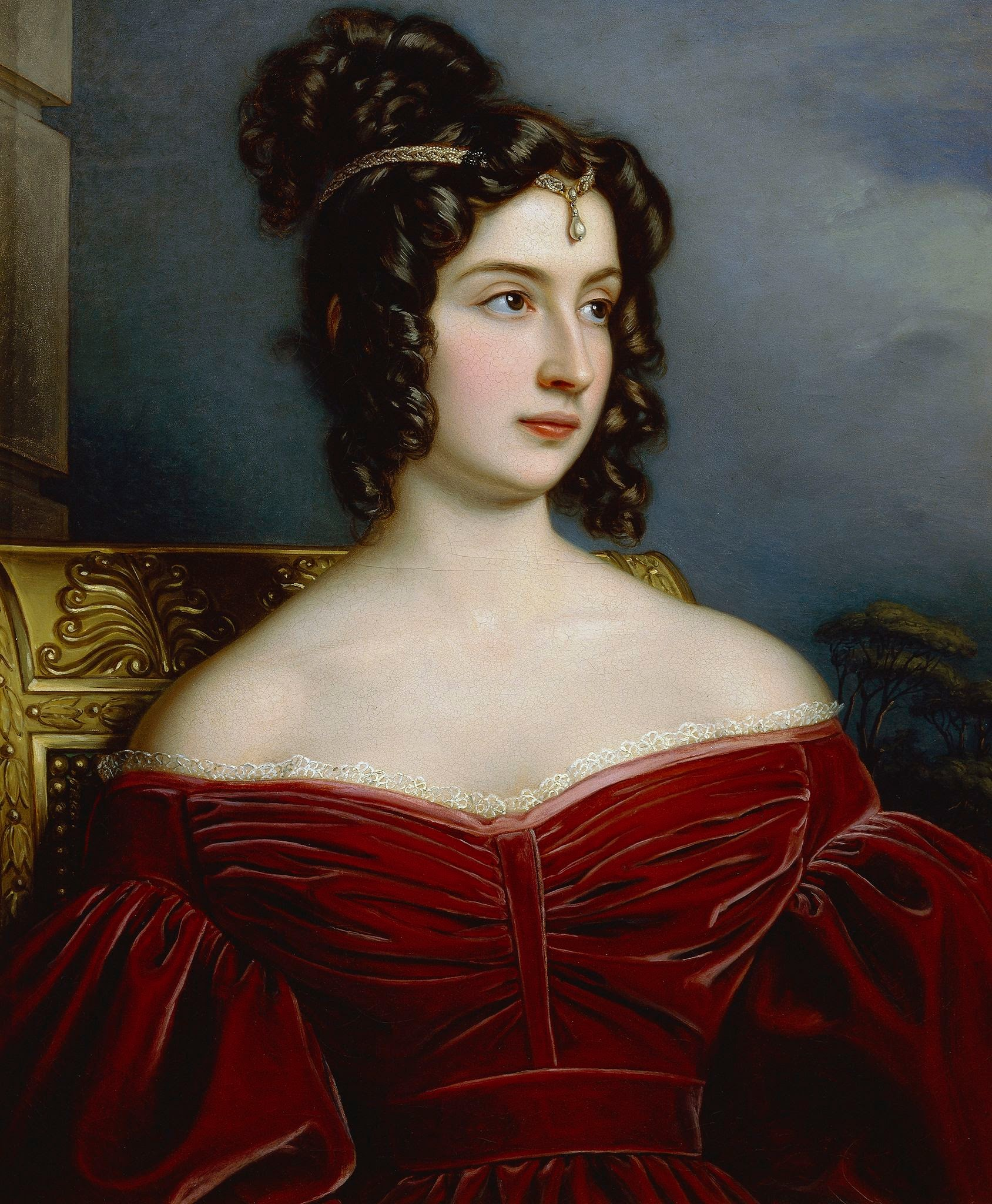
Marianna Florenzi. Målning av Joseph Karl Stieler.

Marianna Marquesa Florenzi, född 9 november 1802 i Ravenna, död 15 april 1870 i Florens, var en italiensk adelskvinna och översättare. Hon var känd för sina översättningar av filosofiska verk. 
Marianna Florenzi var en av de 36 berömda skönheter som porträtterades i Schönheitengalerie (Skönhetsgalleriet) i München mellan 1827 och 1850. 